# عبد القادر سالم
عبد القادر سالم ، مطرب وموسيقار سوداني مواليد الدلنج بولاية جنوب كردفان عام 1946م

## أعماله
مطرب وملحن عرف وأشتهر على مستوى السودان وخارج السودان منذ العام 1971م، و له من الإنتاج الفني ما يزيد عن أربعين أغنية مسجلة بالإذاعة السودانية كما له نحو العشر أغنيات مسجلة على طريقة الفيديو كليب، تم تصويرها بمنطقة كردفان وغيرها محفوظة بالتلفزيون القومي.
أيضا هو باحث في مجال الموسيقى التراثية السودانية عامة وموسيقى منطقة
كردفان على وجه الخصوص. وقدم العديد من المحاضرات والندوات والأوراق العلمية حول التراث الغنائي،
وله إسهامات بالكتابة للصحف.

## دراساته العليا
تخرج عبد القادر سالم من معهد أعداد المعلمين بالدلنج ثم اشتغل معلما حتى تم ابتعاثه للالتحاق بالمعهد العالي للموسيقى والمسرح بالدفعة الثانية للمعهد عام 1970 حيث نال درجه البكالريوس.
في العام 2002 كان عنوان أطروحته لنيل درجة الماجستير «الغناء والموسيقى لدى قبيلة الهبانية بجنوب كردفان ». و نال درجة الكتوراة في الفنون { موسيقى} من جامعة السودان للعلوم والتكنولوجيا في 2005 عن أطروحته «الأنماط الغنائية بإقليم كردفان ودور المؤثرات البيئية في تشكيلها »

## مؤلفاته
- الغناء والموسيقى التقليدية بإقليم كردفان

## جولاته الاوربية
من المطربين السودانيين القلائل الذين حققوا وجوداً فنياً كبيراً بأوربا منذ عام 1984م .
شارك في عدة مهرجانات غنائية في كل من :
فرنسا  ·  إنجلترا  ·  إسبانيا  ·  هولندا  · السويد  ·  النرويج  ·  بلجيكا  ·  سويسرا  ·  إيطاليا  ·  الدنمارك  ·  اليونان  · 
فنلندا  ·  آيسلندا  ·  النمسا .

## جولاته الآفروآسيوية
له مشاركات في كل من الكويت  ·  نيجيريا  ·  تشاد  ·  اليمن  ·  ليبيا  ·  تونس  ·  الجزائر  ·  جيبوتي  ·  اليابان ·  ماليزيا  ·  كوريا الجنوبية .

## مهرجانات شارك فيها
1. مهرجان Leses Cales بفرنسا عام 2003م
2. مهرجان السلام ببرشلونة إسبانياعام 2004م
3. مهرجان AFRICA REMUX ببريطانيا عام 2005م
4. مهرجان المشرق بالسويد عام 2006م
5. أسبوع السودان بسويسرا عام 2006م

## الأوسمة والجوائز
- وسام العلوم والآداب الفضي عام 1976م،
- جائزة الدولة التشجيعية عام 1983م.